# Dainihon itangeishateki nōmiso gyaku kaiten zekkyō ongenshū
Dainihon itangeishateki nōmiso gyaku kaiten zekkyō ongenshū (大日本異端芸者的脳味噌逆回転絶叫音源集?) è una compilation della band j-rock The GazettE, pubblicata il 3 maggio del 2006. Essa raccoglie i loro primi extended play Cockayne Soup, Akuyuukai e Spermargarita, più brani inediti.

## Tracce
Tutte le canzoni sono state scritte da Ruki e poi composte dai the GazettE.
1. Beautiful 5 [Shit]ers – 3:24
2. 32 Koukei no Kenjuu (32口径の拳銃) – 5:41
3. Shiawase na Hibi (幸せな日々) – 4:39
4. Haru ni Chirikeri, Mi wa Kareru de Gozaimasu (春ニ散リケリ、身ハ枯レルデゴザイマス) – 5:29
5. Oni no Men (鬼の面) – 5:02
6. Ray – 5:49
7. Wife (ワイフ) – 5:22
8. Ito (絲) – 6:41
9. Linda ~Candydive Pinky Heaven~ – 4:17
10. Black Spangle Gang (ブラックスパンコール ギャング) – 4:06
11. Wakaremichi (別れ道) – 5:22
12. ☆BEST FRIENDS☆ – 4:20

## Formazione
- Ruki - voce
- Uruha - chitarra
- Aoi - chitarra
- Reita - basso
- Kai - batteria

## Singoli
Wakaremichi è il rifacimento del primo singolo dei The GazettE, pubblicato nel 2002 (e che aveva lo stesso titolo). Il singolo è stato inizialmente limitato a 1000 copie distribuite nella regione del Kantō, ma in seguito venne riedizionato a 3000 copie e fece anche da presentazione alla traccia "Sentimental na onigokko" (センチメンタル鬼ごっこ). Queste furono distribuite in tutto il Giappone e ciò avvenne il 6 giugno dello stesso anno. più tardi venne inserito anche nell'album Spermargarita.